# Kaletsch-Kunststoffwerke
Die Kaletsch-Kunststoffwerke (auch als Mopres-Kunststoffwerke bezeichnet) in Gießen waren das erste Unternehmen in Deutschland, das Freizeitboote in großer Stückzahl aus glasfaserverstärktem Kunststoff (GFK) herstellte. Die Firma bestand von 1959 bis 1972.

## Geschichte
Gründer des Unternehmens war der Arzt, Erfinder und Unternehmer Reinhold Kaletsch (1929–1996). Über seinen Werdegang ist wenig bekannt, überliefert sind einige seiner Erfindungen. Er erkannte früh das Potenzial von glasfaserverstärktem Kunststoff im Bootsbau und nahm in Deutschland als erster die Serienproduktion von Kunststoffbooten auf, begünstigt durch den boomenden Freizeitmarkt. 1959 gründete er die Kaletsch-Kunststoffwerke, die als Dr. Reinhold Kaletsch Sport- und Autozubehörteile in das Handelsregister Gießen in Form einer Kommanditgesellschaft eingetragen wurden. Mit den GFK-Booten konnte Kaletsch preisgünstige Alternativen zu den traditionellen Holzbooten anbieten, zumal sie auch ohne Führerschein gefahren werden durften. Der Unternehmenssitz befand sich in Gießen, produziert wurde in Lollar. 1967 wurde der Firmensitz nach Lollar verlegt.
Unter dem Markennamen Mopres-Boote waren rund ein Dutzend verschiedene Modelle im Angebot. In erster Linie produzierte das Unternehmen mehrere Typen unterschiedlich großer offener Motorboote. Die Boote waren in ihrer Länge auf den Straßentransport mit einem Anhänger ausgerichtet und zwischen 3,7 und 5,1 Metern lang. Die Besitzer konnten ihre Boote nach dem Kauf mit Motoren eigener Wahl und unterschiedlicher Leistungsstärken ausstatten. Bis 1965 hatte das Unternehmen allein vom Typ Mopres 508 rund 800 Boote verkauft und war nach eigenen Angaben in Deutschland der größte Anbieter von Kunststoffbooten. Abgerundet wurde die Modellpalette durch Ruder- und Segelboote.
Abnehmer der Boote waren neben Privatkunden auch die Wasserschutzpolizei einzelner Bundesländer. So waren Modelle der Kaletsch-Boote vom Typ Mopres in Hessen (Wasserschutzpolizei Hessen 12) und in Niedersachsen (Wasserschutzpolizei 32) im Einsatz.
Über das Ende des Unternehmens liegen nur vereinzelte Angaben vor. Bereits im November 1967 musste ein Insolvenzverfahren eingeleitet werden, im Mai 1971 wurde es eingestellt und die Firma am 3. Juli 1972 beim Amtsgericht Gießen aus dem Handelsregister gelöscht.
Reinhold Kaletsch zog Ende der 1970er Jahre nach Kanada. Bekannt wurde er dort, als er bei einem einmonatigen Camping-Trip in die Wildnis einen Unfall mit einer gebrochenen Wirbelsäule erlitt und mit Hilfe seiner Hunde überlebte. Kaletsch starb im April 1996 in Kanada.

## Modelle
| Modell              | Typ       | Abmessungen                       | Preis 1967 |
| ------------------- | --------- | --------------------------------- | ---------- |
| Mopres-Ruderboot    | Ruderboot |                                   | 598,- DM   |
| Mopres Sporting I   | Ruderboot |                                   | 648,- DM   |
| Mopres Sporting II  | Ruderboot |                                   | 815,- DM   |
| Mopres Sailing I    | Segelboot |                                   | 698,- DM   |
| Mopres Sailing II   | Segelboot |                                   | 1098,- DM  |
| Mopres Q1           | Motorboot |                                   |            |
| Mopres Q2           | Motorboot |                                   |            |
| Mopres Touring II   | Motorboot |                                   | 1198,- DM  |
| Mopres Topuring III | Motorboot |                                   | 3198,- DM  |
| Mopres 508          | Motorboot | 4,03 Meter lang, 1,45 Meter breit | 3350,- DM  |
| Mopres 608          | Motorboot |                                   | 3900,- DM  |
| Mopres 708          | Motorboot |                                   | 4300,- DM  |
| Mopres 808          | Motorboot |                                   | 6450,- DM  |